# Edward Norris
Pour les articles homonymes, voir Norris.

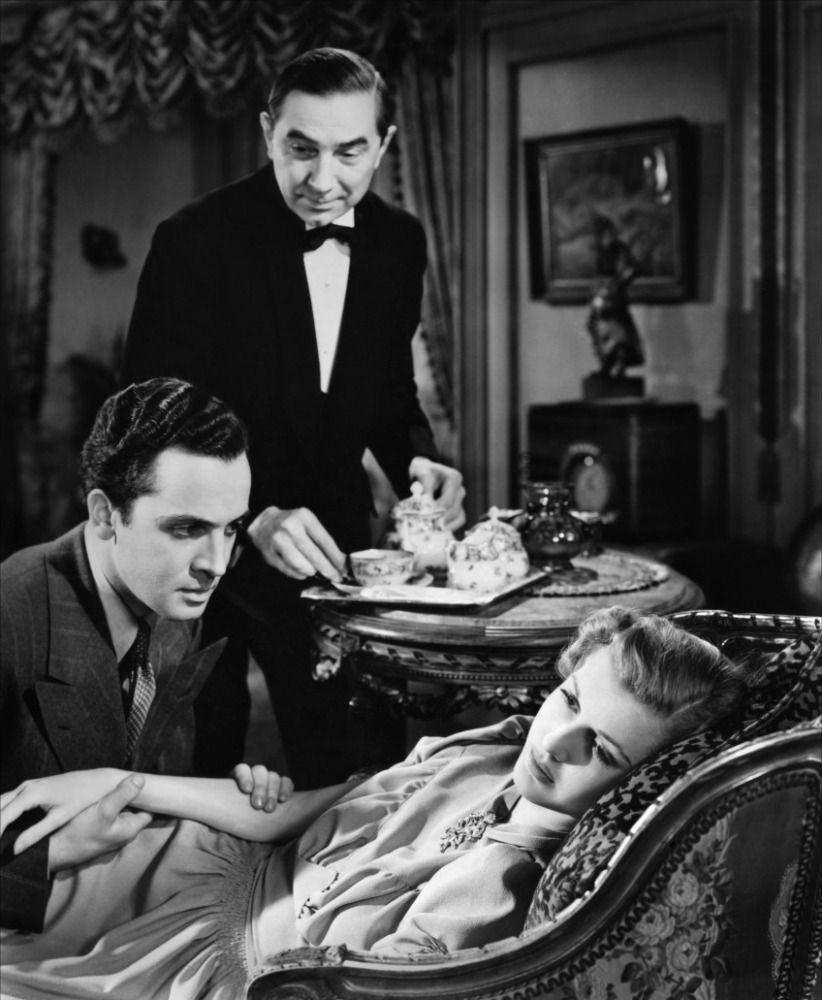
Avec Béla Lugosi (au centre) et Anita Louise,
dans Le Gorille (1939)

Edward Norris (parfois crédité Eddie Norris) est un acteur américain, né Septimus Edward Norris le 10 mars 1911 à Philadelphie (Pennsylvanie), mort le 18 décembre 2002 à Fort Bragg (Californie).

## Biographie
Au cinéma, Edward Norris débute dans La Reine Christine de Rouben Mamoulian (avec Greta Garbo et John Gilbert, lui-même tenant un petit rôle non crédité), sorti en 1933. Puis il contribue à soixante-dix-sept autres films américains, dont La ville gronde de Mervyn LeRoy (1937, avec Claude Rains et Gloria Dickson) et Espionne aux enchères de Sidney Lanfield (1942, avec Ray Milland et Paulette Goddard).
Ses deux derniers films sont les westerns Le Déserteur de Fort Alamo de Budd Boetticher (avec Glenn Ford et Julie Adams), sorti en 1953, puis L'Homme du Kentucky de Burt Lancaster (avec Burt Lancaster, John Carradine et Dianne Foster), sorti en 1955.
À la télévision, Edward Norris apparaît dans onze séries de 1951 à 1963 (année où il se retire), dont Perry Mason (deux épisodes, diffusés en 1958 et 1962).

## Filmographie partielle

### Au cinéma
- 1933 : La Reine Christine (Queen Christina) de Rouben Mamoulian : Comte Jacob
- 1934 : La Soirée de Miss Stanhope (Coming Out Party) de John G. Blystone : rôle non crédité
- 1934 : This Side of Heaven de William K. Howard : Clarke
- 1935 : Wagon Trail (en) d'Harry L. Fraser : Clay Hartley Jr.
- 1935 : Pas de pitié pour les kidnappeurs (Show Them No Mercy!) de George Marshall
- 1936 : La Brute magnifique (Magnificent Brute) de John G. Blystone : Hal Howard
- 1937 : La ville gronde (They Won't Forget) de Mervyn LeRoy : Robert Hale
- 1937 : Une femme jalouse (Between Two Women) de George B. Seitz : Dr Barili
- 1938 : Des hommes sont nés (Boys Town) de Norman Taurog : Joe Marsh
- 1939 : Le Gorille (The Gorilla) d'Allan Dwan : Jack Marsden
- 1939 : The Escape de Ricardo Cortez : Louie Peronni
- 1939 : Descente en vrille (Trail Spin) de Roy Del Ruth : Speed Allen
- 1939 : L'Aigle des frontières (Frontier Marshal) d'Allan Dwan : Dan Blackmore
- 1939 : On Trial, de Terry O. Morse
- 1940 : La Balle magique du docteur Ehrlich (Dr Ehrlich's Magic Bullet) de William Dieterle : Dr Morgenroth
- 1940 : The Lady in Question de Charles Vidor : Robert LaCoste
- 1941 : Back in the Saddle de Lew Landers : Tom Bennett
- 1941 : Histoire de fous (Road Show) de Hal Roach : Ed Newton
- 1942 : The Great Impersonation de John Rawlins : Capitaine François Bardinet
- 1942 : Espionne aux enchères (The Lady Has Plans) de Sidney Lanfield : Frank Richards
- 1942 : Man with Two Lives (en) de Phil Rosen : Philip Bennett
- 1942 : Le Mystère de Marie Roget (The Mystery of Marie Roget) de Phil Rosen  : Marcel Vigneaux
- 1943 : You Can't Beat the Law (en) ou Prison Mutiny de Phil Rosen : Johnny Gray
- 1943 : No Place for a Lady de James P. Hogan : Mario
- 1944 : Shadows in the Night d'Eugene Forde : Jess Hilton
- 1944 : Career Girl de Wallace Fox : Steve Dexter
- 1945 : Jungle Queen de Lewis D. Collins et Ray Taylor (serial) : Bob Elliot
- 1945 : Night Club Girl d'Edward F. Cline : Clark Phillips
- 1945 : Penthouse Rhythm d'Edward F. Cline
- 1946 : La Rapace (Decoy) de Jack Bernhard
- 1946 : Meurtre au music-hall (Murder in the Music Hall) de John English : Carl Lang
- 1948 : Trapped by Boston Blackie de Seymour Friedman : Igor Borio
- 1949 : The Wolf Hunters de Budd Boetticher : Paul Lautrec
- 1949 : Forgotten Women de William Beaudine : Andy Emerson
- 1950 : Témoin de la dernière heure (Highway 301) d'Andrew L. Stone : Noyes Hinton
- 1950 : Les Requins du Pacifique (Killer Shark) de Oscar Boetticher : Ramon
- 1950 : Le Grand Assaut (Breakthrough) de Lewis Seiler : Sergent Roy Henderson
- 1951 : I Was a Communist for the FBI de Gordon Douglas : Harmon
- 1951 : Les Révoltés de Folsom Prison (en) (Inside the Walls of Folsom Prison) de Crane Wilbur : Sergent Cliff Hart
- 1953 : Murder Without Tears (en) de William Beaudine : Warren Richards
- 1953 : Le Déserteur de Fort Alamo (The Man from the Alamo) de Budd Boetticher : Mapes
- 1955 : L'Homme du Kentucky (The Kentuckian) de Burt Lancaster : Le croupier sur le bateau

### À la télévision (séries)
- 1955 : Adventures of Wild Bill Hickok
  - Saison 5, épisode 8 Cry Wolf de Frank McDonald : Jack Slade
- 1958-1962 : Perry Mason, première série
  - Saison 1, épisode 31 The Case of the Fiery Fingers (1958) : George Gordon
  - Saison 5, épisode 8 The Case of the Tarnished Trademark (1962) de Jerry Hopper : Sam Hadley